# Sovetski ekran
Sovetski ekran (în rusă Советский экран, adică „Ecranul sovietic” în traducere română) a fost o revistă ilustrată de film publicată în URSS cu frecvență variabilă din 1925 până în 1998 (cu o pauză în perioada 1941-1957).
Revista conținea știri cinematografice naționale și străine, portrete creative de actori, recenzii critice, articole despre istoria cinematografiei și studii de artă cinematografică. Erau organizate anual sondaje în rândul cititorilor pentru următoarele categorii: Cel mai bun film al anului, Cel mai bun actor al anului, Cea mai bună actriță a anului, Cel mai bun film pentru copii al anului și Cel mai bun film muzical al anului.

## Istorie și profil
A fost publicată de Sovkino în ianuarie-martie 1925 sub titlul Ekran kino-gazetî (Экран кино-газеты), ca supliment ilustrat al revistei Kino. Redactorii revistei au fost V. Erofeev și Kirill Șutko. Revista conținea fotografii realizate de Piotr Galadjev. Primul număr al revistei a apărut la 13 ianuarie 1925, iar, după 10 numere, a devenit un săptămânal ilustrat dedicat cinematografiei sovietice și străine, fiind publicat din 24 martie 1925 sub titlul Sovetski ekran (Советский экран) și ajungând la un tiraj de 35.000 de exemplare în timpul lui Kirill Șutko și la 80.000 de exemplare în timpul lui Aleksandr Kurs.
După ce a apărut în perioada 1925-1929 sub titlul Sovetski ekran, a fost redenumită Kino i jizn (Кино и жизнь) la sfârșitul anului 1929, „într-un moment de exacerbare a luptei de clasă din țară, de dezvoltare uriașă a construcției socialiste și de entuziasm din ce în ce mai mare al maselor în lupta pentru socialism”. La începutul anului 1931 Kino i jizn a fuzionat cu Kino i kultura și până la sfârșitul anului 1932 a apărut sub titlul Proletarskoe kino (Пролетарское кино; „Cinematografia proletară”), care a constituit un precursor al revistei Iskusstvo kino.
În 1939 a început să fie publicată revista ilustrată lunară Sovetski kinoekran (Советский киноэкран), care a apărut o dată la două săptămâni în 1940 și lunar în 1941, fiind destinată muncitorilor din domeniul cinematografiei și publicului larg. Revista a apărut până în iulie 1941.
În ianuarie 1957 a fost reluată publicarea unei reviste naționale pe teme cinematografice sub vechiul titlu Sovetski ekran, ca organ de presă al Ministerului Culturii al URSS care, potrivit ministrului culturii Nikolai Mihailov, avea sarcina „să contribuie la educarea estetică a publicului sovietic, să promoveze înțelegerea corectă a operelor de artă cinematografică, să poată găsi cele mai bune din ele și, pe de altă parte, să observe și să critice neajunsurile unor filme”. Revista a publicat articole despre noile apariții cinematografice sovietice și străine, despre istoria cinematografiei, portrete creative ale actorilor și regizorilor etc. Publicarea revistelor de cinema Iskusstvo kino și Sovetski ekran a fost preluată în 1963 de compania Goskino, recent fondată și finanțată de stat, care avea sarcina de coordonare a producției și distribuției de filme în Uniunea Sovietică.
În 1984 tirajul revistei Sovetski ekran era de 1,9 milioane de exemplare, iar în 1987 de 1,7 milioane de exemplare (nr. 5 (725)). Peste 650 de coperte ale revistei au fost realizate de fotograful Nikolai Gnisiuk. 
Începând din 1989, revista nu a mai fost publicată de 24 de ori pe an, ci numai de 18 ori, iar fiecare număr a crescut ca volum, fiind adăugată o filă color. Numărul total de pagini pentru un an a rămas același. În ianuarie 1991, când redactor-șef era criticul de film Victor Diomin, a fost redenumită Ekran (Экран) și a fost publicată sub acest nume cu o frecvență lunară până în 1997. În 1997-1998, sub conducerea redactorului șef Boris Pinski, a apărut timp de câteva luni sub vechiul său nume - Sovetski ekran. Neputând să reziste crizei economice din 1998, revista a încetat să mai existe.
În secolul al XXI-lea, într-o încercare de a reînvia revista, Boris Pinski, care lucrase la Sovetski ekran, a reluat publicarea revistei Ekran și a lansat mai multe numere pilot, dar nu a reușit să restabilească apariția ei regulată.

## Redactori șefi
- Kirill Șutko (1925)
- Aleksandr Kurs (1925-1926)
- Nikolai Iakovlev (1926-1928)
- Iakov Rudoi (1929-1930)
- Ivan Gorelov (1940-1941)
- Nikolai Kastelin (1956-1958)
- Elizaveta Smirnova (1958-1961)
- Dmitri Pisarevski (1961-1975)
- Anatoli Golubev (1975-1978)
- Dal Orlov (1978-1986)
- Iuri Rîbakov (1986-1990)
- Viktor Diomin (1990-1993)
- Boris Pinski (1993-1998)

## Cel mai bun film al anului
- 1957 — Vîsota (regia Aleksandr Zarkhi)
- 1958 — Idiotul (regia Ivan Piriev)
- 1959 — Soarta unui om (regia Serghei Bondarciuk)
- 1960 — Serioja (regia Gheorghi Danelia și Igor Talankin)
- 1961 — Cer senin (regia Grigori Ciuhrai)
- 1962 — Nouă zile dintr-un an (regia Mihail Romm)
- 1963 — Tragedia optimistă (regia Samson Samsonov)
- 1964 — Hamlet (regia Grigori Kozințev)
- 1965 — Președinte (regia Aleksei Saltîkov)
- 1966 — Niekas nenorejo mirti (regia Vytautas Žalakevičius)
- 1967 — Jurnalistul (regia Serghei Gherasimov)
- 1968 — Vom trăi până luni (regia Stanislav Rostoțki)
- 1969 — Frații Karamazov (regia Ivan Piriev)
- 1970 — Oameni din Baical (regia Serghei Gherasimov)
- 1971 — Eliberare (regia Iuri Ozerov)
- 1972 — A zori zdes tikhie (regia Stanislav Rostoțki)
- 1973 — Mama vitregă (regia Oleg Bondariov)
- 1974 — Călina roșie (regia Vasili Șukșin)
- 1975 — Ei au luptat pentru patrie (regia Serghei Bondarciuk)
- 1976 — Ironia sorții (regia Eldar Reazanov)
- 1977 — Albul Bim - Ureche neagră (regia Stanislav Rostoțki)
- 1978 — Romanță la birou (regia Eldar Reazanov)
- 1979 — Tânăra soție (regia Leonid Menaker, Isaac Menaker)
- 1980 — Moscova nu crede în lacrimi (regia Vladimir Menșov)
- 1981 — Vam i ne snilos... (regia Ilia Frez)
- 1982 — Muzhiki! (regia Iskra Babich)
- 1983 — Gară pentru doi (regia Eldar Reazanov)
- 1984 — Fata fără zestre (regia Eldar Reazanov)
- 1985 — Legal Marriage (regia Albert S. Mkrtchyan)
- 1986 — Vino să vezi (regia Elem Klimov)
- 1987 — Curierul (regia Karen Șahnazarov)
- 1988 — The Cold Summer of 1953 (regia Aleksandr Proșkin)
- 1989 — Intergirl (regia Piotr Todorovski)
- 1990 — The Witches Cave (regia Iuri Moroz)
- 1991 — Paradisul făgăduit (regia Eldar Reazanov)